# Липлян (община)
Липлян (серб. Липљан) — община в Косово, входит в Приштинский округ.
Занимаемая площадь — 401 км².
Административный центр общины — город Липлян. Община Липлян состоит из 70 населённых пунктов, средняя площадь населённого пункта — 5,7 км².

## Административная принадлежность
| Сербская позиция                                           | Албанская позиция                            |
| ---------------------------------------------------------- | -------------------------------------------- |
| входит в Косовский округ автономного края Косово и Метохия | входит в Приштинский округ Республики Косово |